# Стивън Хендри
Стивън Хендри (на английски: Stephen Hendry) е шотландски професионален играч по снукър. Седемкратен световен шампион по снукър – рекорд в най-новата история на този спорт. Той е считан за един от най-добрите играчи за всички времена.

## Кариера
Хендри е роден на 13 януари 1969 в столицата Единбург. Кариерата му започва в ранна възраст. Става шампион на Шотландия по снукър за любители на 15-годишна възраст и на 16 години става професионалист.
Печели първата си световна титла през 1990 едва на 21 години и така става най-младият световен шампион. Доминира в снукъра през 90-те години. Последната му световна титла е от 1999 и по този начин надминава 6-те титли на другия доминант в световния снукър в неговата най-нова история – Стив Дейвис.

## Рекорди
Хендри държи няколко рекорди в снукъра:
- Спечелил е повече парични възнаграждения от кой да е друг играч (над 8 млн. паунда).
- Единадесет пъти достига до максималния брейк от 147 точки, три от които на големи финали.
- Има най-много брейкове от над 100 точки (т.нар. сенчъри) – над 750.
- Спечелил е най-много титли, които носят точки за световната ранглиста.
- През сезон 1990/91, въпреки че не печели световна титла, Хендри печели пет титли, които му носят точки за световната ранглиста. Това е рекорд за един сезон.
- Номер едно в световната ранглиста 8 поредни години – от 1990 до 1998.

## Отличия
Награден с Орден на Британската империя през 1994 и определен от BBC за спортист на годината на Шотландия през 1987 и 1996. Няколко пъти става играч на годината на Световната професионална асоциация по билярд и снукър.

## Личен живот
Жени се за Манди през 1995 и има двама сина – Блейн (р. 1996) и Картър (р. 2004). Обича да играе голф и покер в свободното си време със своя приятел и колега Марк Уилямс, двукратен световен шампион по снукър. Треньор и на двамата е Тери Грифитс, световният шампион за 1979. Хендри е привърженик на шотландския футболен клуб „Hearts“.

## Сезон 2009/10
| Турнир                    | Резутат | Спечелени пари | Ранкинг точки | Най-голям брейк | 100+ брейк | 50+ брейк | Брой спечелени срещи |
| ------------------------- | ------- | -------------- | ------------- | --------------- | ---------- | --------- | -------------------- |
| Шанхай мастърс 2009       |         | £              |               |                 |            |           |                      |
| Гран При 2009             |         | £              |               |                 |            |           |                      |
| Британско първенство 2009 |         | £              |               |                 |            |           |                      |
| Мастърс 2010              |         | £              |               |                 |            |           |                      |
| Първенство на Уелс 2010   |         | £              |               |                 |            |           |                      |
| Първенство на Китай 2010  |         | £              |               |                 |            |           |                      |
| Световно първенство 2010  |         | £              |               |                 |            |           |                      |
| Общо                      |         | £              |               |                 |            |           |                      |